# Чертилка

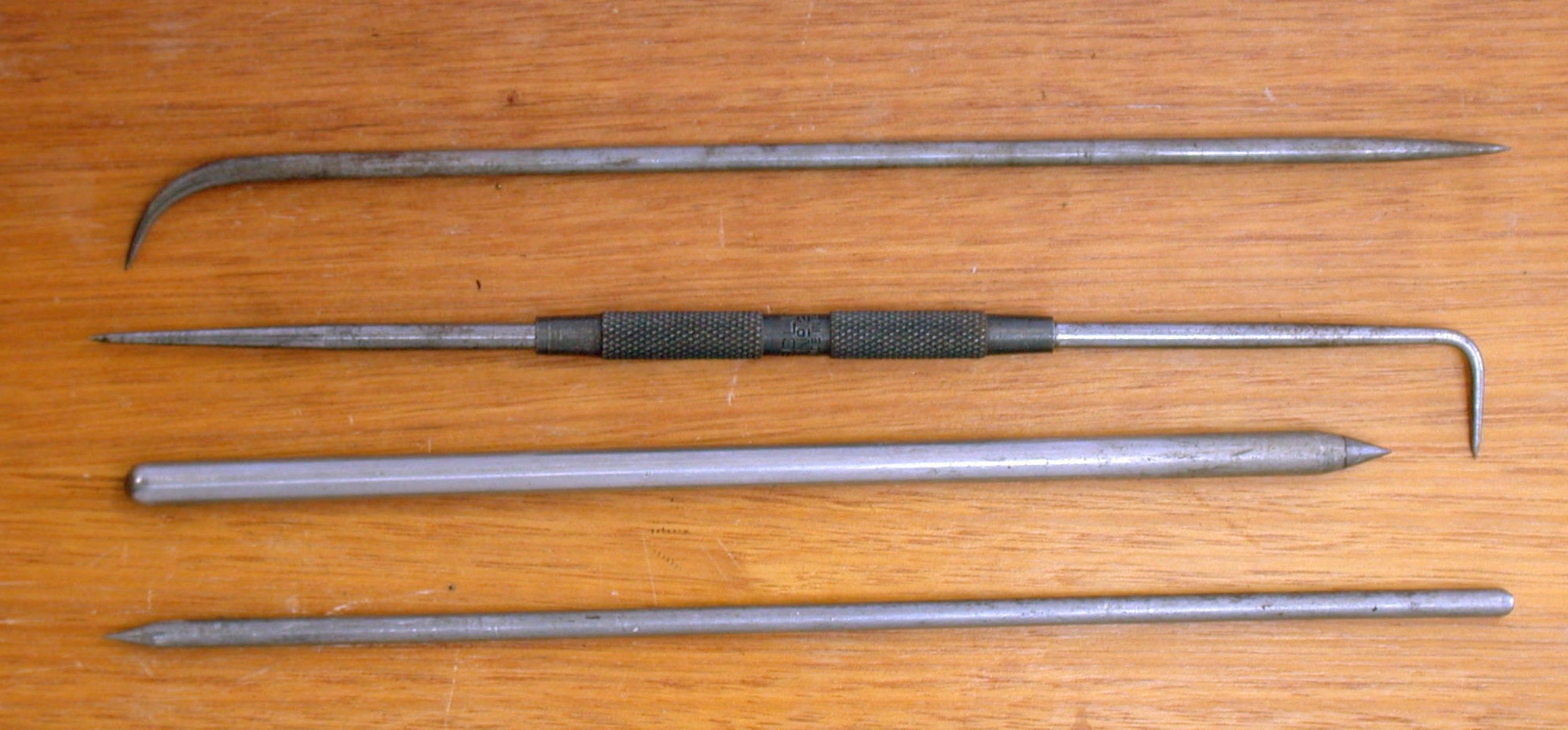
Различные чертилки

Чертилка — ручной инструмент, служит для нанесения линий (рисок) на размечаемую поверхность с помощью линейки, угольника или шаблона. Изготовляют чертилки из инструментальной углеродистой стали У10 или У12. Широко применяют три вида чертилок: круглую, с отогнутым на 90 градусов концом и со вставной иглой. Круглая чертилка представляет собой стальной стержень длиной 100—200 мм и диаметром 4—5 мм, один конец  закалён на длину 20—30 мм и заострён под углом 15 градусов, а с другой согнут в кольцо диаметром 25—30 мм.